# De Villegas
Het geslacht De Villegas (ook: De Villegas de Clercamp en: De Villegas de Saint-Pierre-Jette) is een Zuid-Nederlandse adellijke familie afkomstig uit Spanje.

## Geschiedenis

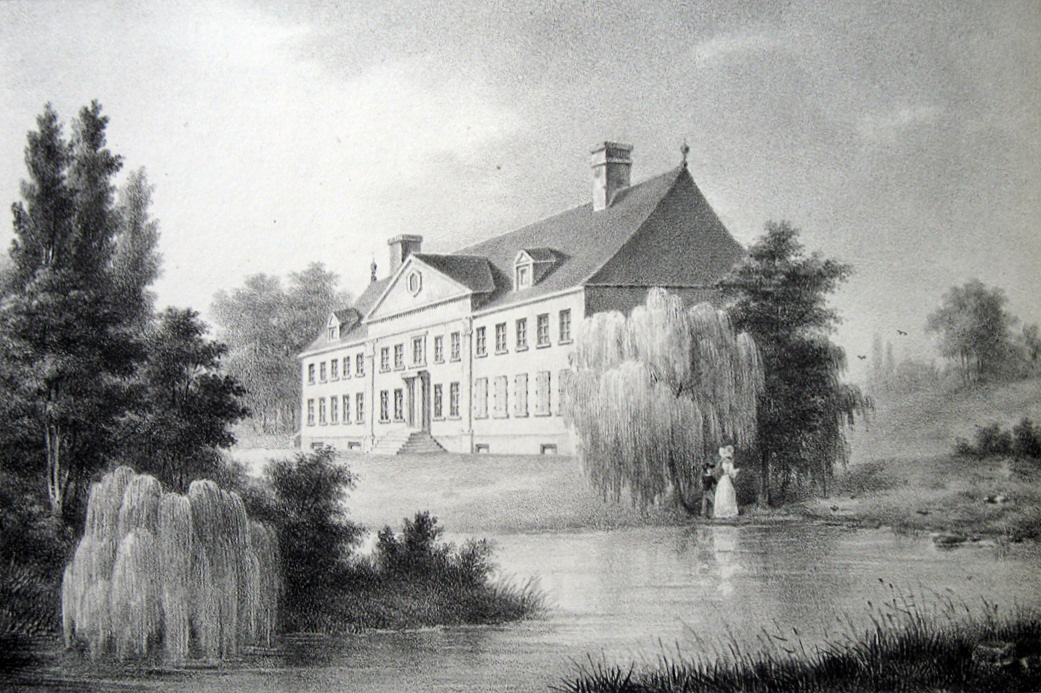
Het kasteel Hovorst in Viersel

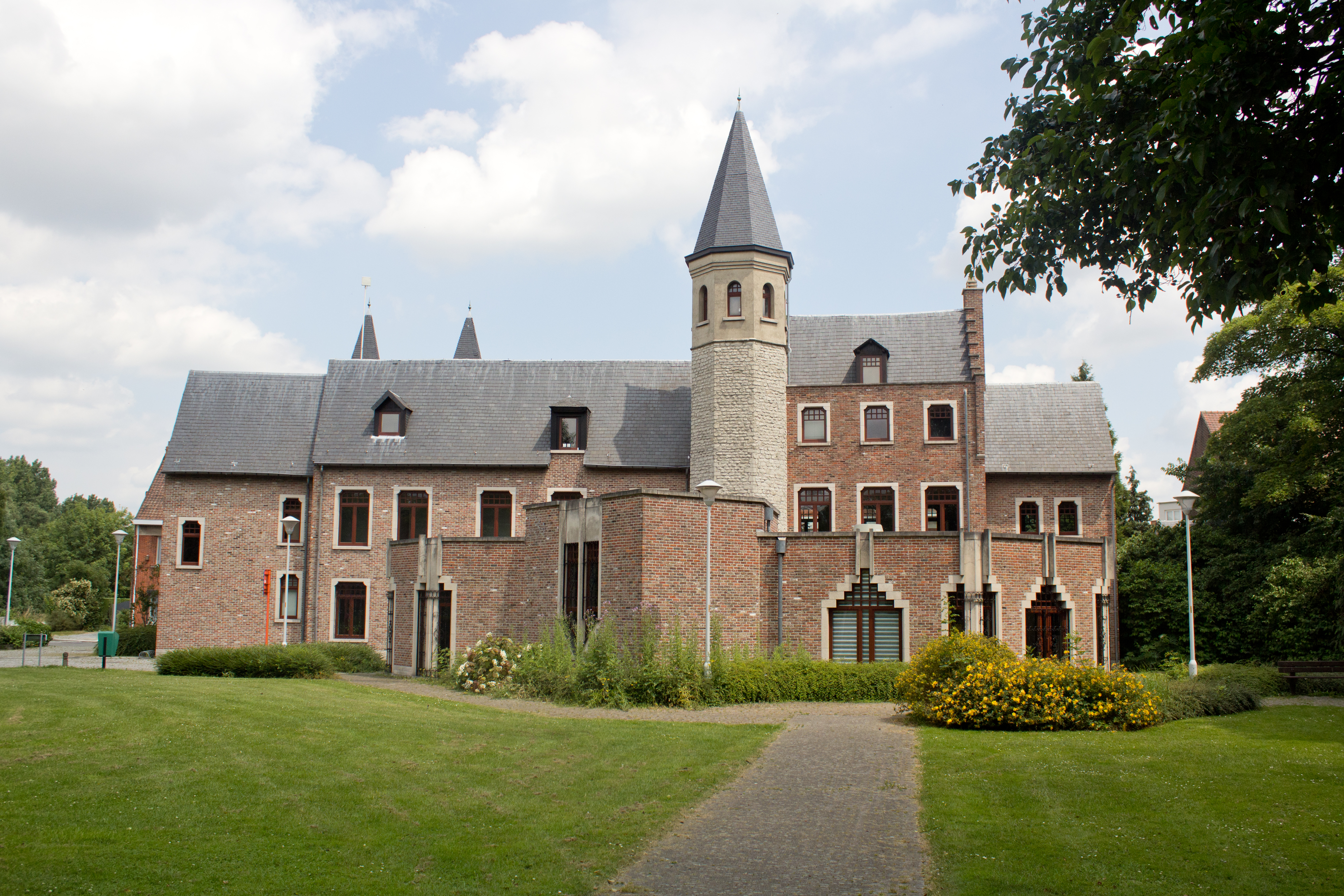
Kasteel Pellenberg

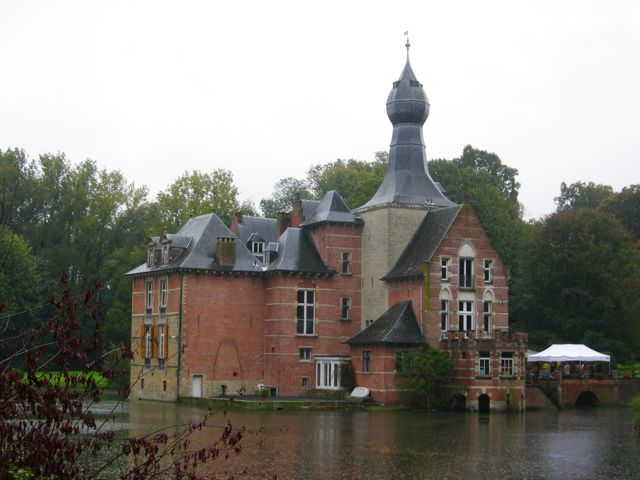
Het kasteel Rivieren in Ganshoren

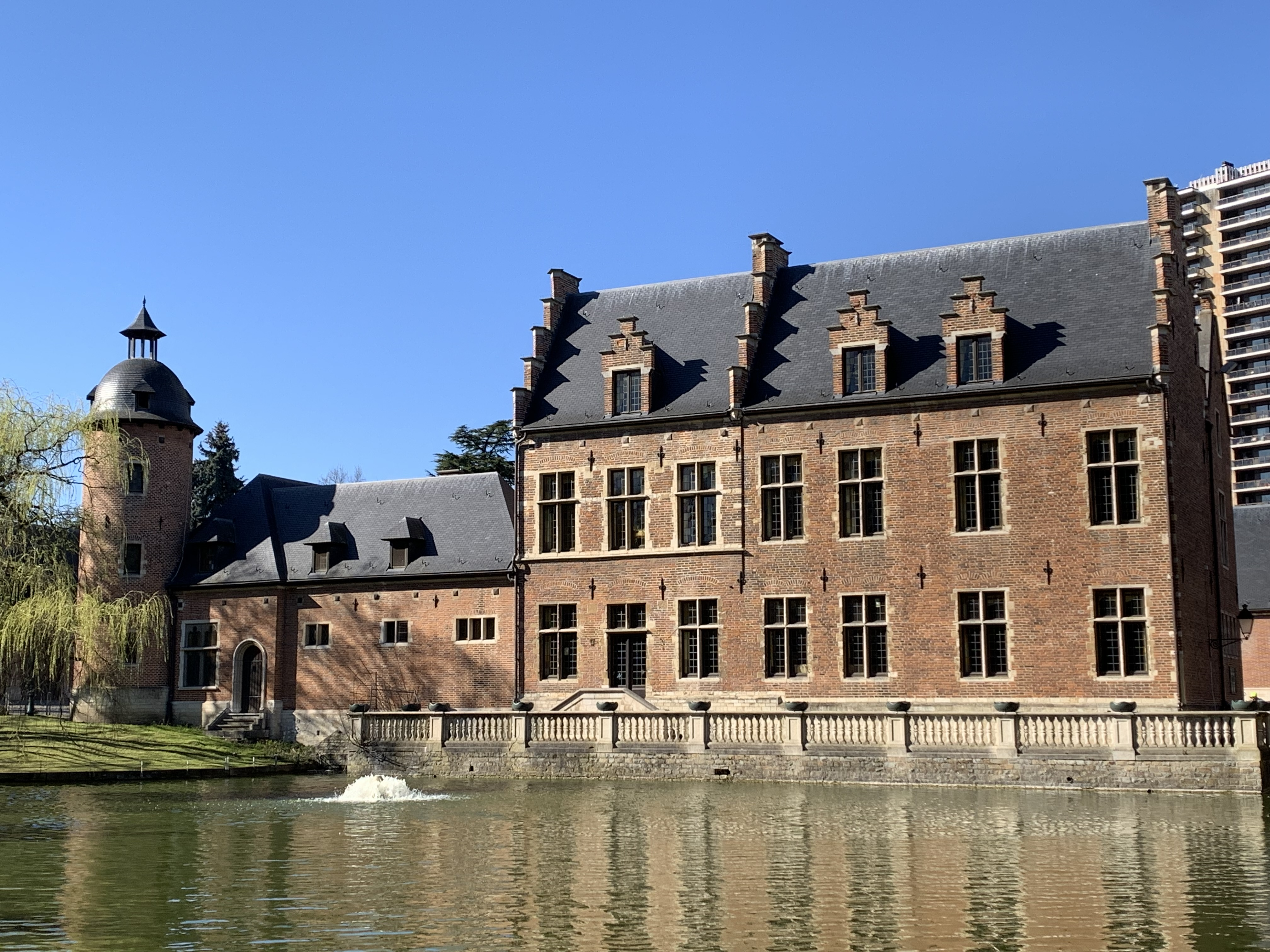
Kasteel Karreveld in Sint-Jans-Molenbeek

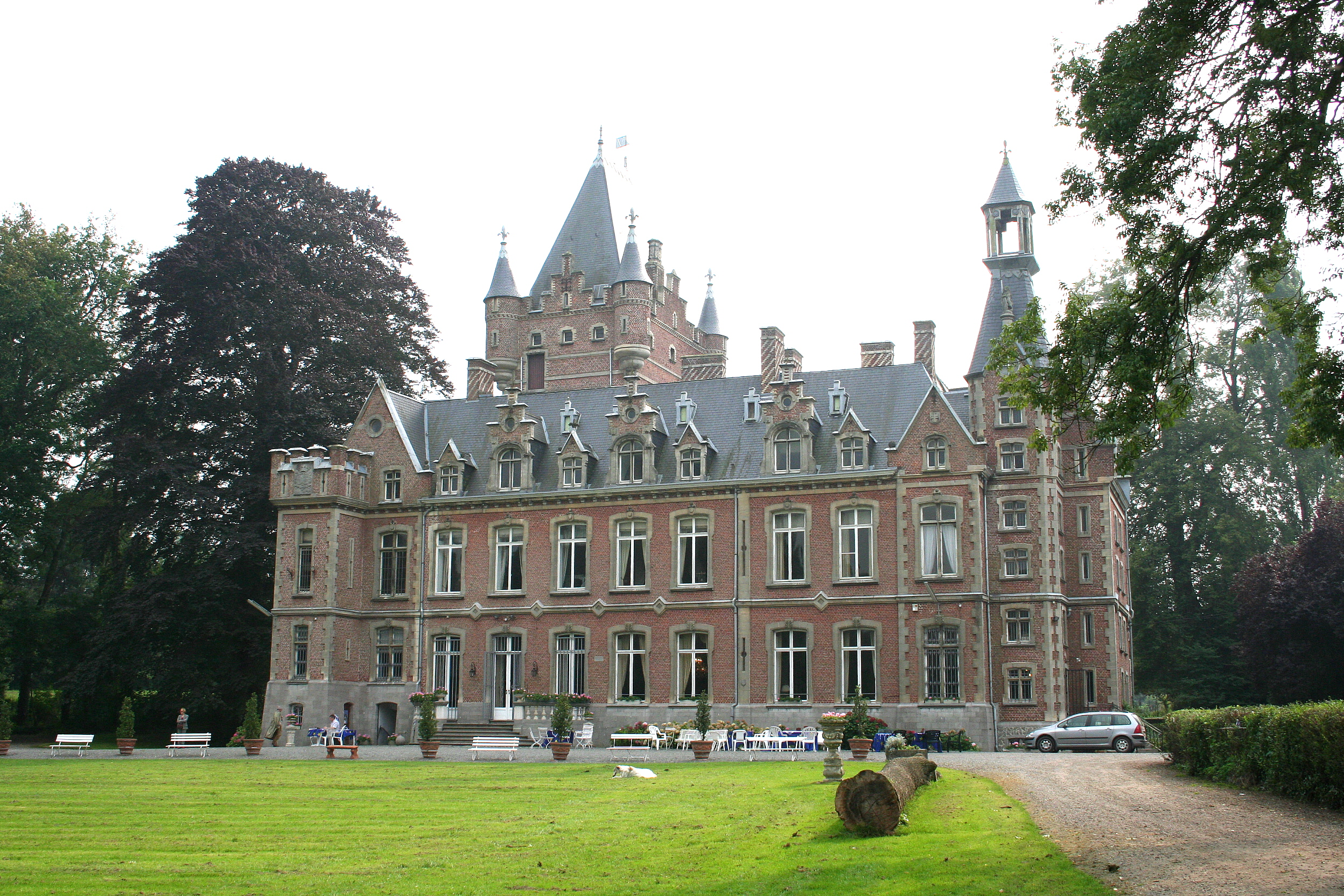
Kasteel van Louvignies

Het oudst bekende historische bewijs van de aanwezigheid van deze familie in België gaat terug tot 
- Diego de Villegas († 1561). Hij was een in Antwerpen gevestigde Spaanse handelaar en wordt genoemd in een aankoopakte van peper van 21 maart 1536. Hij was in 1544 in Brugge getrouwd met Adrienne de la Corona († 1579), dochter van Lopez de la Corona, reder, koopman en consul van de Spaanse natie in Brugge. Ze kregen zes zoons en zes dochters.[1] De opeenvolgende generaties na hem includeren onder meer:
  - Melchior de Villegas († 1618), licentiaat in beide rechten, x Jossine de Tornel († 1624). Tijdens het calvinistisch bewind ontvluchtte hij Antwerpen. Ze hadden drie zoons en twee dochters.
    - Melchior de Villegas (1581-1651), licentiaat in beide rechten, x Jeanne Mechelman (1599-1632).
      - Paul-Melchior de Villegas (1628-1677), licentiaat in de rechten, advocaat bij het Hof van Brabant x Marie van Ophem (1625-1707), vrouwe van AA en van Neder-over-Heembeek. Het echtpaar bewoonde een hotel in de Nieuwstraat in Brussel. Hij werd schepen van Brussel in 1657 en daarna pensionaris en ontvanger van de Domeinen. Hij stelde als eerste een genealogie de Villegas op. Hij was heer van Bouchout, Werster, Vierzel enz. In 1675 werd hij bevorderd tot baron, gevestigd op zijn heerlijkheid van Hovorst, waarvan hij het kasteel bezat en er ook overleed. Het echtpaar kreeg dertien kinderen.
        - Jacques-Ferdinand-Diego de Villegas (1658-1723), baron van Hovorst, rekwestmeester bij en voorzitter van de Rekenkamer van Brabant, lid van de Raad van State, x Marie de Villegas (1657-1713), xx Marie-Jeanne de la Broye. Uit het eerste huwelijk kreeg hij vijf kinderen en uit het tweede zes.
          - Melchior Joseph Ferdinand de Villegas (1689-1761), opvolger van zijn vader in de Brabantse Rekenkamer en als algemeen ontvanger van de Domeinen, x Marie-Anne de Wissenkerke (1688-1724) enige dochter van de baron van Pellenberg, de heerlijkheid die ze in de familie de Villegas inbracht, xx Marie-Anne de Wyels († 1747). Uit het eerste huwelijk sproten vijf kinderen.
            - Jean François Joseph Dominique de Villegas (1724-1790), officier, baron de Pellenberg, x Elisabeth Gaggia († 1751), 2 kinderen, xx Françoise Marin de la Motte (†1787), 4 kinderen. Echtscheiding in 1786 vanwege ontrouw van de echtgenoot.
              - Melchior-Joseph de Villegas de Pellenberg (zie hieronder).

          - Balthazar de Villegas d'Estaimbourg (1722-1795), kanselier van Brabant tijdens de revolutie van 1790

        - Paul-Philippe de Villegas (1661-1721), licentiaat in de rechten, x Anne de Kinschot (1659-1698), rijke erfdochter. Ze kregen acht kinderen. Hij werd schepen van Brussel.
          - Gerard François Balthasar de Villegas (1687-1745), x Anne-Marie dePape. Hij werd heer van Jette, Ganshoren, Rivieren, Hamme, Relegem en Bever, het meeste geërfd van de familie De Kinschot. Het huwelijk bleef kinderloos.
          - Philippe-Melchior de Villegas, heer van Clercamp (1695-1768), licentiaat in  de rechten, x Isabelle van Voorspoel (1703-1776). Hij kocht het kasteel van Bever bij Strombeek. Ze kregen zeven kinderen.
            - Gaspard Joseph Livin Ghislain de Villegas, burggraaf van Clercamp (1734-1794), licentiaat in de rechten, x Marie-Thérèse van den Broeck (1739-1805). Hij overleed in Avesnes, terwijl hij als gijzelaar was weggevoerd tot de Franse belastingen betaald waren. Ze hadden acht kinderen.
              - Jean de Villegas de Clercamp (zie hieronder).
              - Charles de Villegas de Clercamp (zie hieronder).

          - Jean-Dominique de Villegas de Kinschot (1697-1743), x Marie du Bois (1702-1780). Ze kregen zeven kinderen.
            - Gaspard Bernard Jean Dominique de Villegas de Saint Pierre (1724-1785), x Isabelle van der Laen (1723-1783). Ze kregen acht kinderen. In 1767 kreeg hij van keizerin Maria-Theresia erkenning van zijn titel graaf van Saint Pierre Jette, overdraagbaar bij eerstgeboorte.
              - Philippe-Joseph de Villegas de Saint Pierre Jette (soms ook: de Jette Saint Pierre) (1753-1823), x Caroline van Reynegom (1755-1793). De bruid bracht het goed Karreveld in Sint-Jans Molenbeek binnen in de familie de Villegas. Het echtpaar bleef tijdens de revolutiejaren in Brussel wonen, meestal op het kasteel Rivieren in Ganshoren, wakende over zijn eigendommen. Ze kregen zeven kinderen. In 1816 werd hij erkend in de erfelijke adel met de titel graaf, overdraagbaar bij eerstgeboorte, maar hij weigerde de voorgeschreven eed af te leggen, zodat de erkenning werd ingetrokken.
                - Louis de Villegas de Saint Pierre Jette (zie hieronder).

              - Balthazar Joseph Charles Ghislain de Villegas (1755-1835), x Jeanne de Lemède (overleden enkele maanden na het huwelijk), xx gravin Marie de Peralta y Cascales (1770-1802), xxx Thérèse de Moerman d'Harlebeke (1760-1840). Zijn tweede vrouw was de dochter van graaf Philippe de Peralta, heer van Louvignies. In 1826 werd hij erkend in de erfelijke adel, maar dit schijnt toch niet te zijn doorgegaan.
                - Alphonse de Villegas de Saint-Pierre (zie hieronder).

  - Grégoire de Villegas (ca. 1560 - Brugge, 15 augustus 1613) was de zesde zoon van het echtpaar Villegas-Corona en keerde met zijn moeder naar Brugge terug na de dood van zijn vader. In 1588 werd hij consul van de Spaanse natie. Hij leefde samen met Jossine Quaters. Ze hadden vijf natuurlijke kinderen, waarvan de drie overlevenden in 1608 gelegitimeerd werden.
    - François de Villegas (Brugge, 1591-1637), x Adrienne de Melgar. Hij werd poorter van Brugge en raadslid van de stad. Hij werd sergeant-majoor van de Burgerwacht en belastingontvanger voor het kwartier van Brugge. Ze kregen negen kinderen, van wie er vijf vroeg overleden en slechts een nakomelingen had.
      - Jean-Baptiste de Villegas (1621-1682), x Marie-Anne de Villegas, xx Marie-Françoise Diericx (1633-1683). Drie kinderen uit het eerste huwelijk. Hij werd bij herhaling schepen en burgemeester van de raadsleden. Hij was ingeburgerd in de stad als lid van de schuttersgilden, als bestuurder van de Armenkamer van de Onze-Lieve-Vrouwekerk en als voogd van het godshuis Sint-Magdalena in Nazareth.
        - Jean-Baptiste-Antoine de Villegas (Leuven, 1647 - Brugge, 1721), x Marie Rapaert (1648-1723). Hij werd in 1674 pensionaris van Brugge. In 1683 werd hij schepen en vervolgens burgemeester van de raadsleden. Daarna was hij opnieuw pensionaris. Het echtpaar had vijf kinderen.
          - Jean-Baptiste de Villegas (1678-1710), pensionaris van Brugge, x Catherine Vleys ((1687-1781)
          - Charles-Adrien de Villegas (1680-1746), x Ferdinande de Tollenaere (1684-1765). Ze hadden drie kinderen. Hij werd schepen van Brugge en vanaf 1708 en tot in 1744 schepen en burgemeester van het Brugse Vrije.
            - Jean-Baptiste de Villegas (1721-1805), x Anne Peperzele (1745-1818). Hij was schepen van de stad en proost van de Edele confrérie van het Heilig Bloed. Hij leefde vele jaren samen met de ongeletterde schippersdochter Anne-Marie Peperzeel (1745-1818). Ze hadden twee dochters en een zoon. In 1799 trouwden ze burgerlijk en werden de twee overlevende kinderen gelegitimeerd.
              - Jean-Charles de Villegas (zie hieronder).
              - Albert-François Donny (1773-1817) x Marie-Louise de Villegas (1771-1846).

## Heraldiek en adelserkenning na 1815

### Oude wapen
Het oude wapen van de familie de Villegas had de volgende blazoenering:
d'argent à la croix florencée de sable, vidée du champ, à la bordure de gueules chargée de 8 chaudières d'or posées 3, 2 et 3. Le tout surmonté d'un dextrochère armé d'une épée d'argent tenue dans une main de carnation.

### Huis de Villegas de Pellenberg
Het wapen van de tak de Villegas de Pellenberg heeft de volgende blazoenering:
d'argent à la croix ancrée de sable, à la bordure de gueules chargée alternativement de 8 tours d'or et de 8 chaudrons de sable.
Melchior Joseph Alexandre de Villegas de Pellenberg (Bergen, 4 januari 1753 - Brussel, 22 augustus 1824), zoon van baron Jean de Villegas d'Hovorst en de Pellenberg (1724-1790) en van Françoise Marin de la Motte, promoveerde tot licentiaat in de rechten en werd schepen van Brussel. Hij was raadsheer bij de Raad van Brabant, de Rekenkamer en de Opperraad voor Justitie. Onder het Franse keizerrijk werd hij in 1813 lid van de algemene raad voor het Dijledepartement. In 1816 werd hij erkend in de erfelijke adel met de titel baron, overdraagbaar bij eerstgeboorte en met benoeming in de Ridderschap van Zuid-Brabant. Hij was in 1788 getrouwd met Marie-Antoinette Philippart (1766-1802).
Hun enige zoon, Alexandre Clément François de Villegas de Pellenberg (1790-1852), zag zich verplicht in 1825 de eigendom Pellenberg te verkopen (meer dan 90 ha) om zijn financiële toestand aan te zuiveren. Hij behield het kasteel Pellenberge en trouwde in 1827 met Marie-Eugénie della Faille de Waerloos (1800-1876), een rijke erfdochter, die zijn financies herstelde. Ze hadden twee dochters. De naamdragers van deze tak doofden uit in 1898.

### Huis de Villegas de Clercamp
Het wapen van de tak de Villegas de Clercamp heeft de volgende blazoenering:
d'argent à la croix florencée de sable, vidée du champ, à la bordure componée de seize pièces, huit de gueules, chargées chacune d'une tour d'or et huit d'argent, chargées chacune d'une chaudière de sable. Couronne : de comte des Pays-Bas à trois fleurons séparés par une perle surélevée. Supports : deux léopards lionnés d'or tenant chacun une bannière, celle à dextre aux armes de l'écu, celle à senestre d'argent à deux loups passants de sable, l'un sur l'autre, et à la bordure de gueules chargée de huit flanchis d'or (d'Ayala). Devise : Vilia ne legas (de sable sur un listel d'argent).
- Jean François Ghislain de Villegas de Clercamp (Brussel, 25 december 1775 - 1846), x Julie Powis de ten Bossche (1775-1808). Hij werd maire van Strombeek en in 1820 werd hij erkend in de erfelijke adel met de titel graaf, overdraagbaar bij eerstgeboorte. Het echtpaar kreeg drie kinderen.
  - Jean-Constantin de Villegas de Clercamp (1808-1880) promoveerde in 1832 tot doctor in beide rechten aan de universiteit van Gent. In 1836 werd hij burgemeester van Strombeek-Bever en vervulde dit ambt tot in 1859. Hij trouwde in 1843 met Euphrasie de Meester de Tilbourg (1822-1878). Ze hadden een zoon en een dochter. Hij bouwde een nieuw kasteel in Bever.
    - Alphonse Louis Joseph Ghislain de Villegas de Clercamp (1845-1924) was burgemeester van Strombeek-Bever (1873-1903 & 1912-1921). Hij trouwde met Odile Vilain XIIII (1859-1918) en ze kregen vier kinderen.
      - Antoine de Villegas de Clercamp (1896-1960), burgemeester van Strombeek-Bever, x Elisabeth de Lantsheere, kregen twee zoons. Met afstammelingen tot heden.
        - Jean de Villegas de Clercamp (1922-2009) x Maud Balisaux (1932-2017)
        - Eric de Villegas de Clercamp (1924-1993), voorzitter van het directiecomité van de Generale Bank van 1980 tot 1988

### Huis de Villegas de Saint Pierre Jette
Het wapen van de tak de Villegas de Saint-Pierre Jette heeft de volgende blazoenering:
écartelé: au 1 d'or à la fasce bretessée et contrebretessée de sable (De Kinschot); au 2 fascé d'or et de sinople de six pièces (Oyenbrugge); au 3 d'argent à cinq losanges de gueules, accolés en bande (van Ophem); au 4 d'argent à un cœur de gueules, sommé d'une couronne royale d'or, et au chef d'azur chargé de trois étoiles d'or (Douglas dit Schott); sur le tout : un écusson d'argent à la croix florencée de sable, vidée du champ, à la bordure componée de seize pièces, huit de gueules, chargées chacune d'une tour d'or et huit d'argent, chargées chacune d'une chaudière de sable (Villegas). Couronne : à treize perle, dont trois relevées. Supports : deux léopards lionnés d'or, armés et lampassés de gueules, tenant chacun une bannière, à dextre aux armes du surtout, et à senestre d'azur au chevron accompagné de trois barillets couchés, le tout d'argent (van der Laen). Devise : Vilia ne legas (de sable sur un listel d'argent).
- Louis Alexandre Gustave Joseph de Villegas de Saint Pierre Jette (Brussel, 24 oktober 1783 - 1867) was al de vijftig voorbij toen hij trouwde met Anne-Marie Pangaert (1811- ). Ze kregen acht kinderen. In 1859 vroeg hij erkenning aan van zijn adellijke status, die hij bekwam in 1866, enkele maanden voor zijn dood.
  - Ulric de Villegas de Saint Pierre Jette (1844-1934), x Gabrielle de Thysebaert (1849-1925). Ze kregen vijf kinderen. Ze bewoonden het kasteel van Rivieren en hij werd burgemeester van Ganshoren (1873-1912). Hij verkocht het kasteel Karreveld aan de gemeente Sint-Jans-Molenbeek. Nadat de oudste zoon ongehuwd gestorven was, verkreeg hij vlak voor zijn dood de titel graaf voor zijn jongste zoon Albert en die zijn afstammelingen.
    - Albert de Villegas de Saint Pierre Jette (1878-1955), x Elisabeth de Botmiliau (1889-1973). Ze kregen vier zoons, met afstammelingen tot heden.

- Pierre Charles Alphonse Antoine Balthasar Ghislain de Villegas (Brussel, 9 december 1801 - 21 maart 1855), zoon van het echtpaar de Villegas-de Moerman, x Caroline de Woelmont (1808-1843). Ze gingen wonen op het kasteel van Chaussée-Notre-Dame-Louvignies. Pierre-Alphonse werd er burgemeester. In 1847 verkreeg hij erkenning in de erfelijke adel en werd hij vereerd met de titel graaf, overdraagbaar bij eerstgeboorte.
  - Léon de Villegas (1840-1917), burgemeester van Chaussée-Notre-Dame-Louvignies, x markiezin Ferdinande de Maillen (1845-1928). Ze hadden vier kinderen, maar de tak is uitgedoofd bij de dood in 1944 van hun ongehuwde zoon Alphonse de Villegas.

### Huis de Villegas (Brugge)
- Jean-Charles de Villegas (Brugge, 30 oktober 1778 - Sint-Denijs-Westrem, 3 mei 1857) was inspecteur van de rechtstreekse belastingen. Hij trouwde met Marie Fraeys (1780-1844). Ze hadden elf kinderen. In 1808 was hij lid van de Brugse vrijmetselaarsloge 'La Réunion des Amis du Nord'. Hij werd in 1823 erkend in de erfelijke adel. In 1829 was hij inspecteur van belastingen in Oudenaarde, in 1833 in Dinant, waar hij in 1835 uit zijn functie ontheven werd.
  - Jean-Marie de Villegas (1803-1876) was volksvertegenwoordiger (1839-1848) voor het arrondissement Aalst. Hij was procureur des Konings in Oudenaarde, vervolgens raadsheer bij het hof van beroep in Gent. Hij trouwde met Mélanie du Bois (1811-1868) en ze hadden een zoon en een dochter.
    - Albert de Villegas (1848-1921) was ambtenaar bij de dienst belastingen, x Henriette Berwouts (1859-1906), xx Catherine Gors (1864-1934). Met vijf kinderen uit het eerste huwelijk.

  - Charles-Ferdinand de Villegas (1804-1832), ontvanger van belastingen , x Marie-Charlotte Liefmans (1804-1887).
  - Paul de Villegas (1824-1903), x Sophie Dautzenberg. Ze kregen elf kinderen. Met afstammelingen tot heden, maar met vooruitzicht van uitdoven.

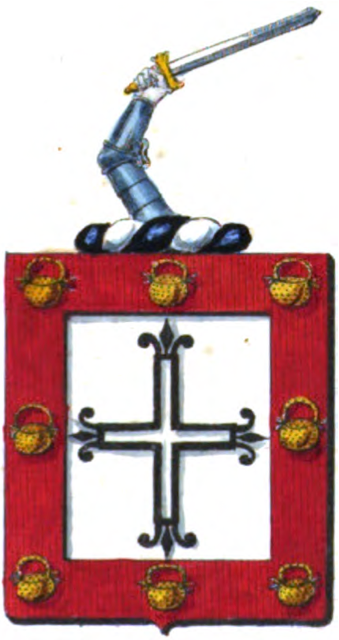
Oude wapen
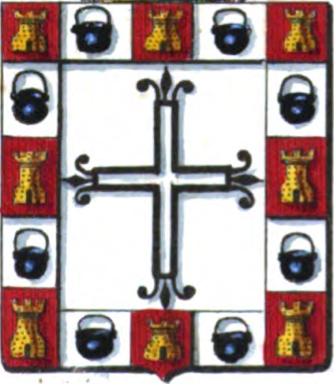
Wapen van de Villegas
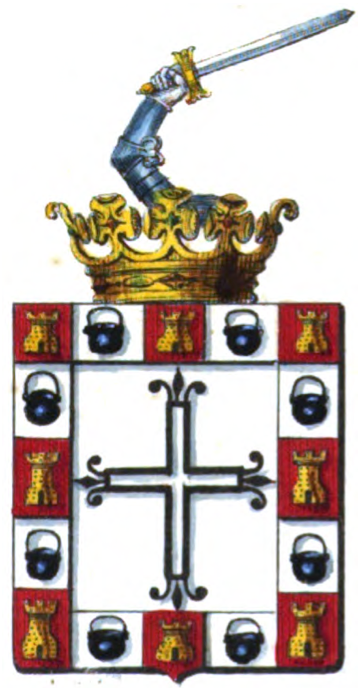
Wapen van de Villegas de Clercamp
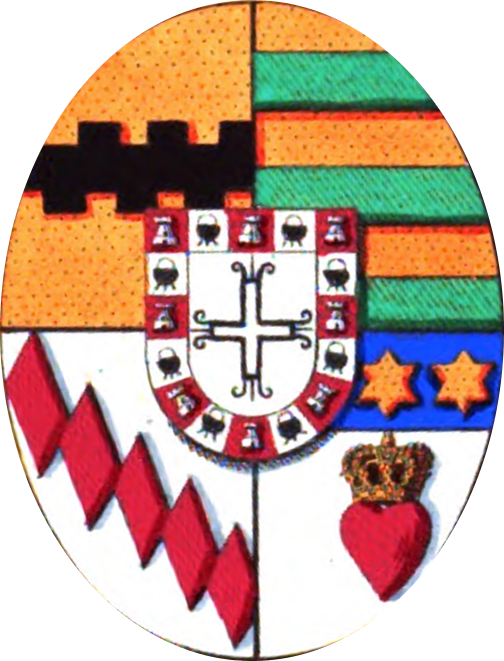
Wapen van de Villegas de Saint-Pierre-Jette